# Sulcorebutia crispata
Sulcorebutia crispata là một loài thực vật có hoa trong họ Cactaceae. Loài này được Rausch miêu tả khoa học đầu tiên năm 1970.

## Hình ảnh

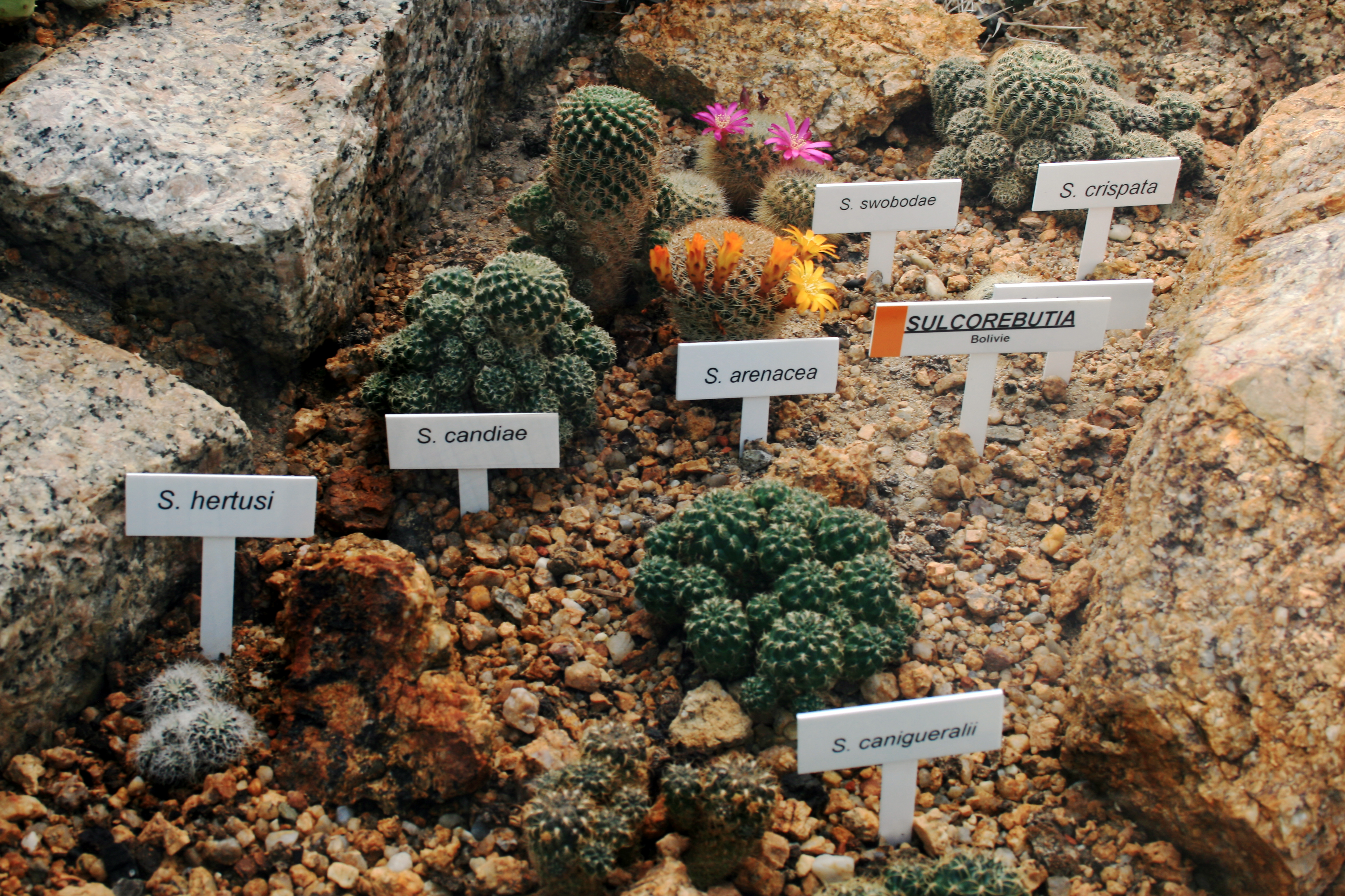